# USCGC Polar Sea (WAGB-11)
Le USCGC Polar Sea (WAGB-11) est un brise-glace de l'United States Coast Guard des États-Unis. Mis en service en 1977, il a été construit par Lockheed Shipbuilding and Construction Company à Harbor Island (Seattle) avec son sister-ship USCGC Polar Star (WAGB-10).

Son port d'attache est Seattle et sa zone d'activité est le Pacifique et l'Antarctique.
Il a été mis hors service en 2010 à cause de l'usure excessive de ses moteurs diesel. En 2011 l'USCG a décidé sa démolition pour 2012, mais cette décision a été repoussée par le gouvernement qui demande une étude préalable de remise en état. Depuis 2015, il est en attente de financement.

## Caractéristiques techniques
Polar Sea utilise quatre méthodes différentes de navigation électronique pour surmonter les difficultés des opérations de haute latitude, et un système informatisé de Propulsion maritime pour gérer efficacement six générateurs de propulsion diesel et  trois turbines à gaz, et d'autres équipements vitaux pour le bon fonctionnement du navire. L'utilisation de systèmes d'automatisation et leur faible besoin de maintenance ont considérablement réduit les moyens en personnel.
La propulsion du Polar Sea s'effectue sur trois arbres activés par le combiné CODLOG. L'étrave est conçue pour briser la glace d'une épaisseur de 32 à 44 cm. La résistance de la coque est produite presque entièrement à partir de la structure et la forme de la coque conçue pour maximiser le déglaçage en combinant efficacement les forces de mouvement vers l'avant, la traction vers le bas de la proue, et la poussée vers le haut inhérente à la flottabilité de la poupe. L'arc incurvé de sa coque lui permet de monter sur la glace, en utilisant son poids pour briser la glace jusqu'à 6,4 m. En continu, le navire peut briser une glace de 1,8 m à 3 nœuds (5,6 km/h).
Une attention particulière a été accordée pour répondre aux besoins d'un équipage de brise-glace avec 15 officiers et 126 membres d'équipage à bord. Le navire dispose de quatre salons confortables, d'une bibliothèque et vidéothèque, d'un gymnase et d'un magasin. Le navire a également son propre bureau de poste (United States Postal Service), une téléphonie par satellite, une radioamateur et un salon informatique.
Polar Sea peut accueillir deux hélicoptères HH-65 Dolphin et leurs équipages lors de grands déploiements, en soutien scientifique, de reconnaissance, de transfert de fret et de  sauvetage.

## Missions
Polar Sea a une variété de missions dans les régions polaires. Au cours de ses déploiements en Antarctique, il ouvre le chemin pour ravitailler la Base antarctique McMurdo en mer de Ross. Il sert également de plate-forme de recherche scientifique avec cinq laboratoires et d'hébergement pour un maximum de 35 scientifiques. Les grues et les zones de travail donnent aux scientifiques la possibilité de faire des études en mer dans les domaines de la géologie, la volcanologie, l'océanographie, la physique des banquises,et d' autres disciplines.
Polar Sea a été l'un des premiers brise-glace à atteindre le pôle nord, à transiter sur le circumnavigation en Amérique du Nord. Il a frôlé l'incident diplomatique avec le Canada en franchissant le passage du Nord-Ouest en 1985 sans autorisation.